# Normandie (Motala)
Normandie är en byggnad på verkstadsön vid gamla Motala verkstad. Byggnaden är uppförd 1822, men flyttad till den nuvarande platsen 1854. 1988 revs stora delarna av byggnaden men restaurerades och en snarlik byggnad står i dag på platsen. 
Namnet Normandie tilldelade arbetarna på Motala verkstad huset efter en av de tidiga hyresgästerna i huset som hette Norrman.